# Карл Вінанд

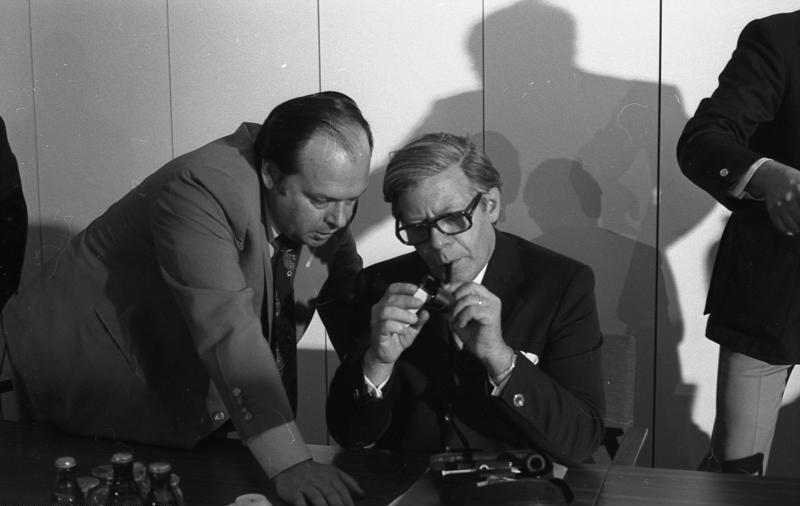
Карл Вінанд з Гельмутом Шмідтом на засіданні президії СДПН. Бонн. 1974

Карл Вінанд (нім. Karl Wienand; 15 грудня 1926, Линденпюц — 10 жовтня 2011, Трір) — німецький політик, член СДПН, депутат бундестагу. Агент Штазі, фігурант кількох політичних скандалів і кримінальних справ.

## Біографія
Батько Вінанд був комуністом, неодноразово піддавався арештам при націонал-соціалістів і помер на початку Другої світової війни. Закінчивши народну школу, Карл Вінанд в 1941 році був направлений на вчительські курси в Бад-Годесберге і Ксантене. Вінанд був покликаний в армію і отримав важкі поранення: втратив ногу, отримав вогнепальне поранення в голову і пошкодження руки багнетом. Мав 70-відсоткову інвалідність.
У 1947 році Вінанд вступив в СДПН і обирався в районні правління партії. У 1952 році ВІнанд обирався бургомістром Росбаха.
На виборах в бундестаг 1953 року 26-річний Вінанд став наймолодшим депутатом. З 15 листопада 1963 по 13 квітня 1967 року Вінанд обіймав посаду заступника голови комітету по обороні. З 3 березня 1964 по 27 квітня 1967 року Вінанд керував робочим гуртком фракції СДПН з питань безпеки. З 7 березня 1967 по 30 серпня 1974 року Вінанд був парламентським організатором. Склав депутатські повноваження 3 грудня 1974 року.
За словами Герберта Венера Вінанд вважався «людиною для вирішення делікатних питань». На думку історика Арнульфа Баринга Вінанд входив до соціал-ліберальний ядро партії. Журнал Der Spiegel в 1973 році заявив про причетність Вінанда до несподіваного поразки Райнера Барцеля з вотумом недовіри Віллі Брандту в 1972 році.
У 1971 році Вінанда, який консультував чартерну авіакомпанію Paninternational і отримав за це гонорар у розмірі 162 500 німецьких марок, звинуватили в тому, що він допоміг авіакомпанії уникнути перевірки з боку федерального відомства цивільної авіації. Звинувачення були висунуті після аварійної посадки літака авіакомпанії на автобані під Гамбургом, що спричинила смерть 22 осіб. Розслідування, проведене комітетом бундестагу з цього питання, не винесло остаточного рішення через розбіжності між партіями.
У 1973 році колишній депутат бундестагу від ХДС Юліус Штайнер заявив на прес-конференції, що в 1972 році отримав від Вінанда 50 тис. німецьких марок за те, щоб він утримався при голосуванні за винесення вотуму недовіри федеральному канцлеру Віллі Брандту. Пізніше стало відомо, що Штайнер отримав 50 тис. німецьких марок від Головного управління розвідки МДБ НДР. Залишилося невідомим, чи була сума в 50 тис. німецьких марок виплачена двічі.
В 1973 році з Карла Вінанда був знятий імунітет депутата бундестагу у зв'язку з підозрою в ухилянні від сплати податків. У результаті судового розгляду за звинуваченням у податкових злочинах, а також у справі Paninternational в 1975 році Вінанду було призначено покарання у вигляді грошового штрафу в розмірі 102 тис. німецьких марок.
У 1996 році Вінанд був визнаний винним у шпигунстві на користь НДР і був засуджений до двох з половиною років тюремного ув'язнення і штрафу в розмірі одного мільйона німецьких марок. В 1970-1989 рр. Вінанд за даними державної прокуратури свідомо співпрацював з Головним управлінням розвідки МДБ НДР. Верховний земельний суд у Дюссельдорфі визнав винним у злочинній діяльності тільки починаючи з 1976 року, оскільки до цього він мав повноваження на ведення офіційних переговорів. Вінанд відкидав звинувачення в шпигунстві до самої смерті. Досьє на Карла Вінанда було заведено в МДБ НДР в червні 1959 року, з 1971 року він значився в міністерстві контактних осіб», у 1988 році був переведений в «джерела інформації». За спогадами начальника зовнішньої розвідки НДР Маркуса Вольфа Вінанд підтримував контакти з розвідслужбою НДР з кінця 1960-х років. Рішенням Федерального Верховного суду від 28 листопада 1997 року у оскарження винесеного Вінанду вироку було відмовлено, але призначений йому термін був замінений умовним згідно з помилуванням, винесеним федеральним президентом Романом Херцогом у зв'язку з серцевим захворюванням Вінанда.
У 1990-ті роки Вінанд отримував хабарі у мільйонному розмірі за протекцію при плануванні та будівництві сміттєспалювальної станції в Кельні. У 2002 році він провів три місяці в слідчому ізоляторі за звинуваченням у корупції, сприяння  корупції та ухиленні від сплати податків. У тому ж році Вінанд, який не брав участь у партійній діяльності з 1990-х років, вийшов зі складу СДПН щоб уникнути внутрішньопартійного розслідування. За станом здоров'я він був випущений на волю з обмеженнями, здав закордонний паспорт, посвідчення особи і три рази в тиждень відзначався в місцевому відділенні поліції. У серпні 2003 року земельний суд Кельна зняв обмеження. Початок судового розгляду відкладався через стан здоров'я Вінанда. 14 грудня 2004 року кельнський суд визнав Карла Вінанда винним і призначив йому покарання у вигляді тюремного ув'язнення терміном на два роки, що було замінено умовною.
Двічі вдівець, Карл Вінанд був батьком і вітчимом п'ятьом дітям.